# Kasteel Vijverhof

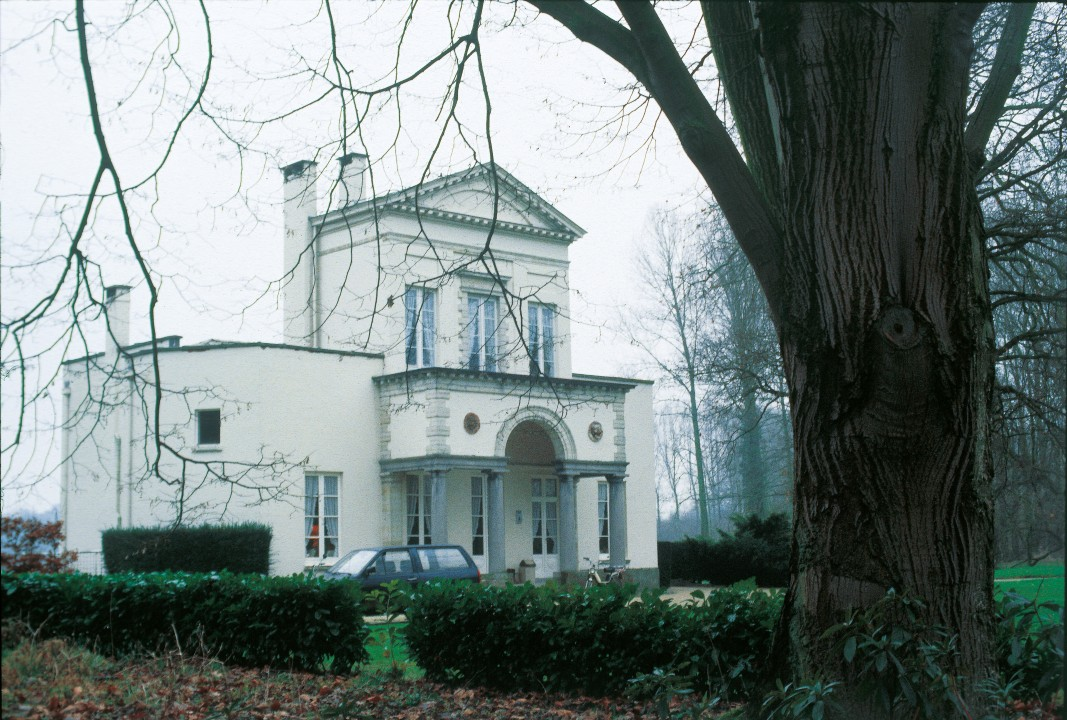
Kasteel Vijverhof

Kasteel Vijverhof is een kasteel in de tot de Vlaams-Brabantse gemeente Bierbeek behorende plaats Korbeek-Lo, gelegen aan de Bierbeekstraat 89-95.

## Geschiedenis
In 1367 was er sprake van een watermolen op de Molenbeek die eigendom was van ene Nicolaas van Udekem en in 1653 was er sprake van een Hof te Udecem met een watermolen, een vijver en een woning.
In 1847 werd het goed gekocht door Louis-Alexandre de Dieudonné die ook het Korbeeks Kasteel bezat. In 1850 kwam het aan Philippe Lion die in 1861 ook de watermolen kocht. Omstreeks die tijd werd ook een koetshuis gebouwd en een ijskelder aangelegd.
Tussen 1905 en 1910 werden de watermolen en het buitenhuis, nu in bezit van ridder Romain de Schouteete de Tervarent, afgebroken en in plaats daarvan werd een neoclassicistisch kasteel gebouwd in neo-Lodewijk XVI-stijl. In 1968 werd het kasteel en een groot deel van het park aangekocht door de Katholieke Universiteit Leuven. Het paviljoen, het wagenhuis en de tuinmanswoning bleven in handen van particulieren.